# Прилепское королевство
Прилепское королевство (серб. Прилепско краљевство, макед. Прилепско кралство, болг. Прилепско кралство) — одно из многих государств, возникших на территории сегодняшней Северной Македонии после распада Сербского царства в 1371 году. Столицей государства был город Прилеп.
Правителем Прилепа был знатный сербский военачальник Вукашин Мрнявчевич, который сперва в 1350 году был жупаном Прилепа. После смерти царя Стефана Душана в 1355 году Вукашин поддержал царя Стефана Слабого, который пожаловал ему титул деспота. В 1365 году царь Урош провозгласил его соправителем и сербским королём.
Вукашин Мрнявчевич погиб в битве против турок-османов в 1371 году и корону получил его старший сын Марко Мрнявчевич, известный как Королевич Марко. При Марко Мрнявчевиче территория королевства стала быстро сокращаться. Господарь Зеты Георгий I Балшич захватил города Призрен и Печ, князь Сербии Лазарь Хребелянович взял Приштину. В 1377 году Вук Бранкович подчинил своей власти Скопье, а дворянин албанского происхождения Андрей Гропа объявил себя независимым правителем в Охриде.
Под властью Марко Мрнявчевича остались только город Прилеп с близлежащими окрестностями. Марко Мрнявчевич вынужден был признать себя вассалом Османской империи. 17 мая 1395 года Марко Мрнявчевич сражался в составе османской армии против валахов в битве при Ровине, где и погиб. После его смерти королевство было полностью захвачено османским султаном Баязидом I.